# The Legend of Zelda: A Link Between Worlds
The Legend of Zelda: A Link Between Worlds és el joc número 17 de la sèrie de jocs The Legend of Zelda. És el primer joc de Zelda creat per a la Nintendo 3DS i que és una seqüela indirecta de A link to the past que conte la mateixa versió d'Hyrule però amb nous personatges i nous elements del joc. El joc va ser llençat 
- 22 de novembre de 2013 a Amèrica del Nord i Europa
- 23 de novembre a Austràlia
- 26 de desembre al Japó

- Mentre que la versió coreana es va publicar l’any següent: 21 de juny de 2014

## Trama
El Link, després de tenir un malson, el qual somia que s’enfronta a una figura fosca, el Link és desperta en sentir el Gulley, el fill del Blacksmith, buscant-lo. Després se’n torna a dormir i haver-se escapolit de la responsabilitat i del seu mestre, en Link segueix en Gulley a l'establiment del ferrer. On es troba amb el capità, el qual ja marxa. El capità que ja hi ha agraït al ferrer el seu nou escut ja marxa mentre que la dona del ferrer s’adona que s’ha deixat la seva espasa i les seves tasques i Link li retorna l'espasa. Un guàrdia a la porta del castell de Hyrule revela a Link que el capità tenia la intenció de visitar el Santuari abans de reprendre les seves tasques.

Quan Link arriba al Santuari, entra en una conversa entre la filla del sacerdot, Seres, i el gravador, Dampé. Seres ofereix recuperar el capità des de dins, mentre Dampé continua parlant a Link, abans que les portes del Slam Sanctuary tanquin i Seres crida en terror. Dampé informa Link d’un passatge secret al Santuari sota una de les tombes i insta a Link a utilitzar l'espasa del capità per navegar pel pas i rescatar-los dins. A mesura que Link arriba, és testimoni d’un estrany bruixot amb el nom de Yuga fent un encanteri a Seres per transformar-lo en una pintura. El capità, després d’haver fracassat en la defensa del sacerdot i de Seres, es va trobar amb un destí similar en el mur del Santuari. Com que Link s’enfronta a Yuga, el bruixot es transforma en un quadre, però conserva la seva mobilitat. Link perd la consciència després de colpejar la paret, i Yuga s’escapa amb el retrat de Seres en remolc.
Link es desperta a casa seva una vegada més, aquesta vegada amb una persona estranya amb una caputxa de conill que el saluda mentre recupera la consciència. La persona es presenta a si mateix com el mercader Ravio. Després d’assabentar-se del que li va passar a Link i demanar permís per quedar-se a casa seva, Ravio li regala un vell braçalet, i suggereix que Link informa dels esdeveniments a la princesa Zelda perquè es pugui fer alguna cosa sobre aquest tema. A la porta, un guàrdia riu de la història de Link i guanya l’atenció d’Impa, assistent de la princesa Zelda. Impa permet l'entrada de Link al castell mentre anuncia l’arribada de Link a la princesa.
La princesa Zelda reconeix ràpidament a Link dels seus somnis, i li dona el Pendant de Coratge alguna cosa que Link en aquella època creu que és un simple encant de bona sort i el fa trobar el vell de la vila de Kakariko, Sahasrahla. Es reuneix amb ell a casa seva, insta a Link a avisar al seu estudiant Osfala de Yuga al Palau Oriental, ja que també és descendent d’un setè savi. Link el troba a l'entrada, però Osfala està segur de si mateix i no veu Yuga com un problema.
Després de navegar a través del palau, Link veu Yuga convertir Osfala en una pintura davant els seus propis ulls. Després que Link aconsegueix aconseguir la part superior en la seva batalla, Yuga el converteix furiosament en una pintura també. Deixant-lo allà, el Braçalet de Ravio s’enllumena i allibera Link, concedint-li la capacitat de fusionar-se en murs lliurement. Troba Sahasrahla a l'entrada del palau poc abans d’escoltar un terratrèmol prop del castell de Hyrule. Yuga col·loca una barrera al voltant del castell, molestant a Sahasrahla, que creu que el Pendant de Coratge encara està dins. Això és rellevat quan Link revela que ja ho té; després se li ha encomanat trobar els altres dos penjolls a la Casa de Gales i a la Torre d’Hera perquè pugui obtenir l'espasa mestra per trencar la barrera i salvar Zelda.
Després d'obtenir els tres pantalons de Virtue, Link s'aventura profundament als Lost Woods i estira el Master Sword del seu pedestal. En tornar al castell de Hyrule, Sahasrahla li diu a Link que destrueixi la barrera i salva els savis. L'enllaç s’enfronta a Yuga. Prop de la part superior de la torre més alta, Yuga converteix Zelda també en una pintura. Link i Yuga tornen a lluitar, i Yuga fuig per una esquerda a la paret.
Link el segueix, només per trobar-se a Lorule, una dimensió oposada a Hyrule que està a la vora de la ruïna i la pàtria de Yuga. A la sala del tron, Yuga reviu Ganon amb les pintures i es fusiona amb ell per obtenir la seva Triforce of Power. Com a bèstia, Link està gairebé condemnat fins que la princesa Hilda apareix i empresona Yuga. Li diu a Link que ha de salvar els Set savis si vol salvar els seus mons de l'amenaça de Yuga.
Quan els set savis són salvats, Link és dotat amb la Triforce of Courage. Torna al Castell de Lorule per enfrontar-se a Yuga per última vegada, només per fer que la princesa Hilda acabi traint-lo, poc després d'explicar la història de Lorule de com també va tenir una Triforce, però la gent el va destruir a causa del conflicte que va causar. Encara que es va fer amb bones intencions, va tenir conseqüències terribles sobre l'estat del seu món. Desitjant la Triforce de Hyrule per tal de salvar Lorule, Hilda pren la Triforce of Wisdom de Zelda i també està preparada per prendre la Triforce of Courage de Link.
Després de la batalla de Link i Yuga una vegada més, Yuga traeix Hilda i li pren la Triforce de la Saviesa, ara tenint dues peces. Planificant de prendre Link's per remake Lorule a la seva imatge, tenen una batalla final. Zelda concedeix a Link la beca de llum, que pot utilitzar per treure Yuga de la seva forma pintada. Després d’una llarga batalla, Yuga finalment és derrotada.
Zelda és alliberada, però Hilda encara està desesperada per salvar el seu regne. Després d'un breu argument entre els dos, Ravio apareix i es revela a si mateix com a contrapart Lorulean de Link. Explica a Hilda que aquest tipus de caos és exactament el que va fer que la seva Triforce fos destruïda en primer lloc. Adonant-se de l'error de les seves maneres, Hilda envia Link i Zelda a casa a través de la versió de Lorule del Regne sagrat. Es revela que a través de l'esquerda a la gran llosa hi ha on Hilda i Yuga van sentir per primera vegada la presència de l’altra Triforce, que els va portar a idear el seu pla per robar-la. Ravio, sent un covard en el cor, estava massa espantat per enfrontar-se a ell mateix i va arribar a Hyrule per trobar un heroi que els pogués aturar. Després de la sortida de Link i Zelda, Lorule es fa fosc, demostrant que per fi està al final.
En tornar a casa, Link i Zelda es troben en el Regne Sagrat de Hyrule, amb tot el Triforce cap endavant. Tots dos ho toquen, amb el desig que la Triforce de Lorule sigui restaurada després de tot el que havien vist. Es concedeix i després reforma davant Hilda i Ravio. Estan sorpresos i agraïts a tots dos, ja que la llum brilla una vegada més en Lorule, salvant-la i Hyrule al final.

## Partida
A Link Between Worlds compta amb una jugabilitat tradicional en 2D de dalt a baix com es veu en els primers jocs de Zelda i a diferència dels jocs portàtils anteriors de Nintendo DS Phantom Hourglass i Spirit Tracks.
La pantalla superior mostra el joc principal, mentre que la pantalla inferior mostra diverses opcions de joc i característiques d'inventari: Permet l’accés al mapa, un recompte de Rupee, botons d’element, l’inventari, i «gener», que proporciona una visió general de l'espasa, armadures i elements principals de Link. La pantalla tàctil és comparable a la d'Ocarina de Time 3D amb funcions de mapa millorades (per exemple, zoom, col·locació de marques de localització i seguiment en temps real de la posició de Link). També apareix un gaig d'energia que es regenera amb el temps, aquest temps utilitzat per a tots els elements del joc, fins i tot substituint bombes col·leccionables i fletxes. A més, després que Link es reuneixi amb Irene, pot trucar-li en qualsevol moment amb un botó a la pantalla.
El botó A controla les accions bàsiques com ara la transformació i la parla, el botó B està dedicat a l'espasa, i Y (i més tard X) fan servir elements. R eleva l'escut, i el D-Pad pot canviar la càmera en certes àrees.

### Recol·lecció Elements
Un enllaç entre els mons no és lineal, en comparació amb molts jocs anteriors de Zelda, inclòs el seu predecessor directe A Link to the Past. Això s’aconsegueix a través d'un sistema de lloguer d'articles, que permet a Link fer servir o comprar temporalment la majoria dels articles del joc, sempre que tingui prou Rupees per pagar-los. A causa d'això, la majoria dels elements clau ja no es troben en masmorres, sinó que estan disponibles a través de la botiga de Ravio. Si en Link perd tots els seus cors mentre lloga articles, seran retornats a la botiga, obligant-lo a tornar-los-hi. D'altra banda, comprar articles és molt més car, però permet a Link conservar articles i actualitzar-los a través de la Mare Maiamai.